# Aktion nemzeti repülőtér
Az Aktion nemzeti repülőtér (IATA: PVK, ICAO: LGPZ) Görögország egyik nemzetközi repülőtere, amely Préveza közelében található. A repülőtér elsősorban szezonális nemzetközi charterjáratokat fogad. Éves utasforgalma 583 666 fő (2018). Üzemeltetője a Fraport.

## Futópályák
A repülőtér futópályái:
- 07L/25R

## Forgalom
Az utasforgalom az elmúlt években az alábbi módon változott:
| Utasok száma | 316 435 | 358 238 | 388 295 | 472 870 | 569 241 | 583 666 | 625 790 | 161 408 | 372 096 | 773 587 |
|              | 2013    | 2014    | 2015    | 2016    | 2017    | 2018    | 2019    | 2020    | 2021    | 2022    |

## Légitársaságok és úticélok
2025-ben a Aktion nemzeti repülőtérről az alábbi járatok indulnak (Utoljára frissítve: 2025-02-9):
| Légitársaság                    | Célállomások |
| ------------------------------- | --- |
| Austrian Airlines               | Szezonális: Bécs |
| Braathens International Airways | Szezonális charter: Aalborg, Koppenhága, Gothenburg, Helsinki, Norrköping, Skellefteå, Stockholm–Arlanda, Trondheim                                         |
| British Airways                 | Szezonális: London–Heathrow |
| Condor                          | Szezonális: Düsseldorf, Frankfurt, München, Stuttgart |
| Corendon Dutch Airlines         | Szezonális: Amszterdam |
| Cyprus Airways                  | Szezonális: Larnaca |
| Discover Airlines               | Szezonális: Frankfurt, München |
| easyJet                         | Szezonális: Berlin, Bristol, London–Gatwick, Milan–Malpensa, Naples                                                                                         |
| Edelweiss Air                   | Szezonális: Zurich |
| Eurowings                       | Szezonális: Düsseldorf (kezdődik 2025. május 3-án), Stockholm–Arlanda (újrakezdődik 2025. május 17-én), Stuttgart                                           |
| Jet2.com                        | Szezonális: Birmingham, Bristol, East Midlands (2026. május 6-án), Edinburgh, London–Stansted, Manchester, Newcastle upon Tyne (kezdődik 2026. május 27-én) |
| LOT                             | Szezonális: Varsó–Radom |
| Lufthansa                       | Szezonális: München |
| Marabu                          | Szezonális: Hamburg, München |
| Marathon Airlines               | Szezonális charter: Innsbruck |
| People's                        | Szezonális: St. Gallen/Altenrhein[forrás?] |
| Ryanair                         | Szezonális: Bergamo, Bologna, Budapest, London–Stansted, Nuremberg, Róma–Fiumicino, Bécs                                                                    |
| Scandinavian Airlines           | Szezonális charter: Gothenburg, Stavanger, Stockholm–Arlanda                                                                                                |
| Sky Express                     | Corfu, Kefalonia, Sitia, Zakynthos |
| Smartwings                      | Szezonális: Prága Szezonális charter: Bratislava, Brno, Budapest, Ostrava                                                                                   |
| Sunclass Airlines               | Szezonális charter: Koppenhága, Helsinki, Oslo, Stockholm–Arlanda                                                                                           |
| Transavia                       | Szezonális: Amszterdam, Párizs–Orly |
| TUI Airways                     | Szezonális: London–Gatwick, Manchester |
| TUI fly Netherlands             | Szezonális: Amszterdam |
| Volotea                         | Szezonális: Bari, Naples |
| Vueling                         | Szezonális: Róma–Fiumicino |